# Тоїрано
Тоїрано (італ. Toirano, ліг. Toiàn) — муніципалітет в Італії, у регіоні Лігурія, провінція Савона.
Тоїрано розташоване на відстані близько 430 км на північний захід від Рима, 70 км на південний захід від Генуї, 30 км на південний захід від Савони.
Населення — 2684 особи (2014).
Щорічний фестиваль відбувається 11 листопада. Покровитель — святий Мартин Турський.

## Демографія
Населення за роками:

Станом на 1 січня 2023 року в муніципалітеті офіційно проживало 100 іноземців з 20 країн, серед них 31 громадянин країн Євросоюзу та 8 громадян України.

## Сусідні муніципалітети
- Балестрино
- Бардінето
- Боїссано
- Боргетто-Санто-Спірито
- Кастельвеккьо-ді-Рокка-Барбена
- Черіале